# Neandertalare
Neandertalmänniska (Homo neanderthalensis), i vardagligt tal neandertalare, var en förhistorisk människoart i familjen hominider. När arten uppkom är omstritt men den har kronologisk utbredning från cirka 300 000 f.Kr. till cirka 30 000 f.Kr. Neandertalare levde i Europa och de västra delarna av Asien. Arten är namngiven efter Neandertal ("Neanderdalen") i Tyskland, där man 1856 fann den första fossilen av en neandertalare (neandertalare = "neanderdalare"). Ibland har neandertalare klassificerats som en underart till människan, Homo sapiens subsp. neanderthalensis.
Neandertalaren ansågs länge vara avsevärt mer primitiv än den moderna människan (Homo sapiens), något som har lett till att "neandertalare" använts som en nedsättande beteckning på en person som anses rå, trångsynt och dum. I modern tid har detta reviderats och neandertalare anses numera stå närmare den moderna människan. Neandertalare flyttade runt mellan olika boplatser, de nyttjade eld, tillverkade avancerade verktyg, tog hand om sina äldre, begravde sina döda tillsammans med gåvor, tillverkade smycken och målade avancerade grottmålningar.
Neandertalare var kraftigare byggda än den moderna människan och är troligen den kraftigaste människoart som funnits. Då jakt huvudsakligen utövades med tyngre spjut med stenspets, har det föreslagits att deras kraftiga kroppsbyggnad och styrka här var till fördel, när spjut på nära håll stöttes in i bytesdjur.
Av okänd anledning började neandertalarna kraftigt sjunka i antal för cirka 50 000 år sedan och kom att försvinna helt när den moderna människan vandrade in i Europa från Afrika för cirka 30 000 år sedan. Det har uppskattats att cirka 10 000 neandertalare fanns kvar i Europa vid den tidpunkt då homo sapiens kom till Europa. Exakt hur och varför neandertalarna började dö ut är inte känt men det finns forskare som anser att neandertalarna snabbt assimilerades av homo sapiens och det finns numera genetiska belägg för att neandertalarna och moderna människor fick gemensam avkomma.

## Utveckling
De flesta forskare anser att Homo heidelbergensis var den sista gemensamma förfadern till neandertalare, denisovaner och den moderna människan innan populationerna blev isolerade från varandra i Europa, Asien och Afrika. Den taxonomiska avgränsningen mellan H. heidelbergensis och H. neanderthalensis är baserad på en lucka i det fossila materialet i Europa för mellan 300 000 och 243 000 år sedan under syreisotopstadiet nr 8 (MIS 8, Marin Isotop Stadium). Neandertalare har beskrivits som fossil efter denna lucka i det fossila materialet. Mot det resonemanget har dock invändningar framförts: 430 000 år gamla ben hittade vid Sima de los Huesos kan representera tidiga neandertalare eller en nära besläktad grupp och det 400 000 år gamla exemplaret Aroeira 3 kan vara en övergångsform. Tidigare ärvda genetiska och senare utvecklade morfologiska drag kan ha existerat samtidigt. Det är också tänkbart att det fanns ett genetiskt utbyte mellan Västeuropa och Afrika under mellersta Pleistocen som dolde dragen av neandertalare hos fossila exemplar som exempelvis Cepranoskallen från Italien och Sićevo Gorge i Serbien, där en underkäke av cirka 500 ka års ålder hittades. 
Fossilen är mer kompletta från och med för cirka 130 000 år sedan och framåt. Fynd från denna period står för det stora flertalet av de lämningar av neandertalare som har hittats. De tidigare fynden är mer fragmentariska. Tänder funna i Visogliano och Fontana Ranuccio i Italien antyder att Neandertalarnas typiska tänder hade utvecklats redan för 450 000 - 430 000 sedan under mellan-Pleistocen.

### Neandertalarnas utveckling
Det finns två huvudhypoteser angående neandertalarnas utveckling för att förklara relationen mellan europeiska mellanpaleolitiska former och senare neandertalare, två fas-teorin och anhopningsteorin. Modellerna har skilda följder för taxonomin av de europeiska fossilen. Båda kan anpassas till olika kronologiska modeller.

#### Två fas-teorin
Två fas-teorin ser en snabb och markant anatomisk förändring mellan den mellanpaleolitiska Homo heidelbergensis och senare neandertalare, antingen strikt bara sett i förhållande till den europeiska delen av arten, eller utvidgat både omfattande den afrikanska och europeiska delen. Man menar att en ensam miljöhändelse under Saaleistiden kan ha orsakat att europeiska H. heidelbergensis snabbt ökade sin kroppsstorlek och fick en robustare kropp och då också en förlängning av huvudet (fas 1) med ökad prognathism i mittansiktet. En artbildning under sen mellanpaleolitisk tid resulterade sedan i en förändring i kraniets och ansiktets tillväxt vilket i sin tur ledde till andra förändringar i skallens anatomi (fas 2). Främst ökade området för nackloben och tinningloben i storlek. Dessa förändringar kan göra det lättare att särskilja mellersta pleistocens olika fynd av H. heidelbergensis och H. neanderthalensis.

#### Anhopningsteorin
Neandertalarnas anatomi kan enligt denna teori ha orsakats av något annat än en anpassning till ett kallare klimat. Anhopningsteorin menar att neandertalarna utvecklades långsamt från H. heidelbergensis, och delar in utvecklingen i 4 stadier: tidiga för-neandertalare (från MIS 12, Elsteristiden), för-Neandertalare sensu lato (i vid mening) (MIS 11–9 under Holstein interglacialen), tidiga neandertalare (MIS 7–5, Saale istiden och Eemian interglacial), och klassiska neandertalare sensu stricto (i strikt mening) (MIS 4–3, Würm istiden).

### Delade utvecklingslinjer för Neandertalare ochHomo sapiens
Flera datum för delningen mellan neandertalare och moderna människor, Homo sapiens, har föreslagits. DNA-studier har gett mycket varierande resultat från för cirka 320 000 till 800 000 år sedan. Tandanalyser antyder en tidigare artuppdelning än för 800 000 år sedan. 
En uppdelning för 800 000 år sedan skulle peka på Homo antecessor som den sista gemensamma förfadern men olika varianter av denna modell skulle föra tillbaka datumet för en uppdelning av utvecklingslinjerna till för 1 miljon år sedan. År 2020 gjordes dock en analys av H. antecessor emaljproteomer som antyder att H. antecessor inte är en direkt förfader till de två arterna Neandertalare och H. sapiens. 
Ett datum för 600 000 år sedan skulle se H. rhodesiensis som den sista gemensamma förfadern innan delningen av utvecklingslinjen för den moderna människan och Neandertal / H. heidelbergensis linjen. Ett datum för 400 000 år sedan skulle peka på Homo heidelbergensis som den sista gemensamma förfadern. Ett datum för 250 000 år sedan skulle betyda att Homo helmei var den sista gemensamma förfadern och denna tidpunkt för delningen är bland annat associerad med användningen av den modernare Levalloistekniken vid tillverkning av stenredskap, som hittats i båda linjerna. Förfäktare av denna teori är bland annat Stephen Oppenheimer i boken “The Real Eve”.

## Utseende
Neandertalmänniskan hade en grövre byggd kropp än den moderna människan, med ett bredare och mera utskjutande revbensparti, varigenom de saknade midja. De var ungefär lika långa som Homo sapiens från samma tid, mellan 152 och 168 cm, men betydligt tyngre (kan ha vägt omkring 100 kilo). Bäckenbenet var bredare och dess nedre del var längre. Neandertalare i västra Europa var robustare än på andra håll. Deras ryggrad var inte lika svankad (S-formad) som Homo sapiens, och deras hals var kortare. Lårbenet var kurvat framåt från höften till knät, knäskålen bred och fästet vid bäckenet utåtriktat. De hade breda fingertoppar, och den yttersta leden på tummen var förhållandevis lång. Stortån var kortare än de andra tårna och mycket bred. DNA-tester visar att neandertalarna bar anlag för rött hår och ljus hy, men deras rödhåriga anlag saknade den mutation som rödhåriga Homo sapiens har.

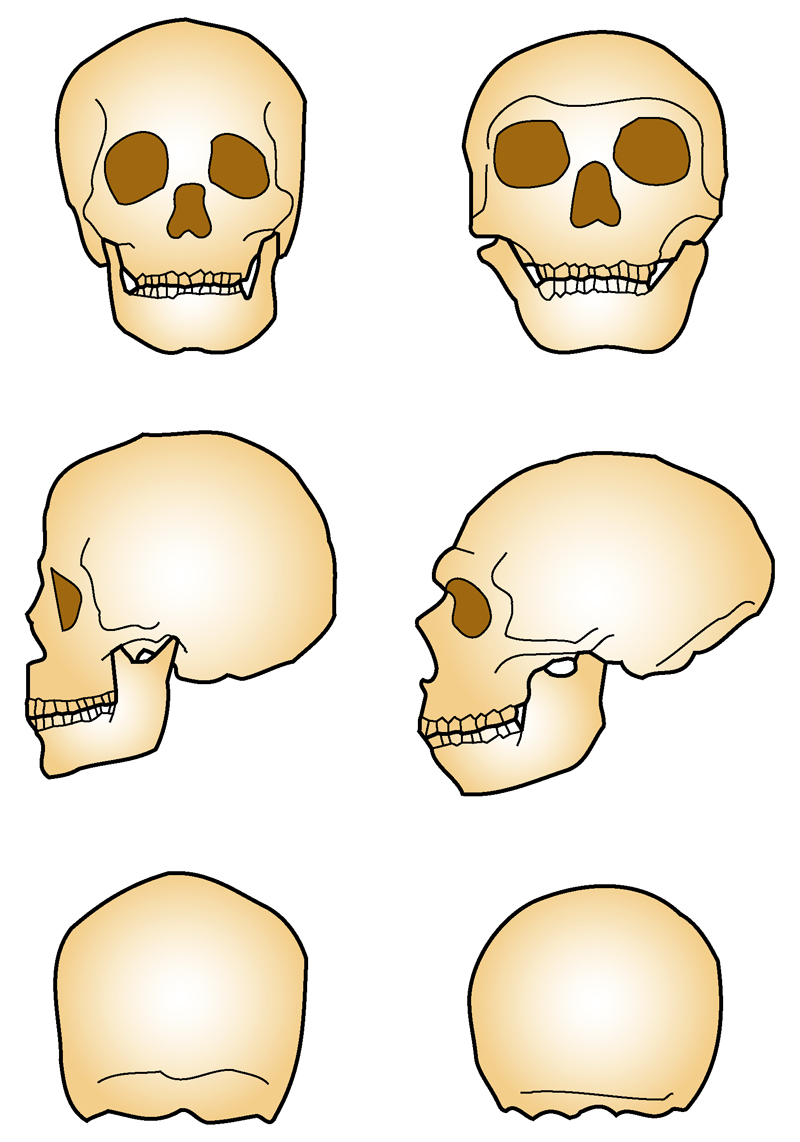
Skallar av Homo sapiens (till vänster) och neandertalare (till höger).

Neandertalarens skalle var något större än Homo sapiens, vilket också innebär att dess hjärna kan ha varit större. Skallformen skilde sig dock. Högsta punkten låg mitt på hjässan (nutidsmänniskans högsta punkt ligger längst bak). Pannan var bakåtlutande, bakhuvudet utskjutande och längden från panna till bakhuvud större. Å andra sidan var skallen i sidled smalare än kindbenen medan Homo sapiens huvudskål är bredare i sidled än kindbenen. Ansiktet var långt och brett i förhållande till pannan, hakan fallande och ansiktets mittparti var utskjutande: maxillan (överkäken) stack ut längre än pannan och hakan sett i profil. Ansiktet gav därmed ett konvext uttryck. Kindbenen var breda i sidled men kindkotorna var inte särskilt utskjutande framåt, varmed den fördjupning som människor har mellan kindkota och näsa saknas. Neandertalarna hade bred, utstickande näsa och utvuxna ögonbrynsben som var kurvade över ögonen. Bakom de bakre molarerna fanns ett mellanrum. Käkbenet var liksom hos Homo erectus utskjutande. De hade stora, rundade ögonhålor och stora framtänder. Tungbenet liknande den moderna människans, men andra fysiska egenheter talar för att de hade ljusare röst.

## Kulturen

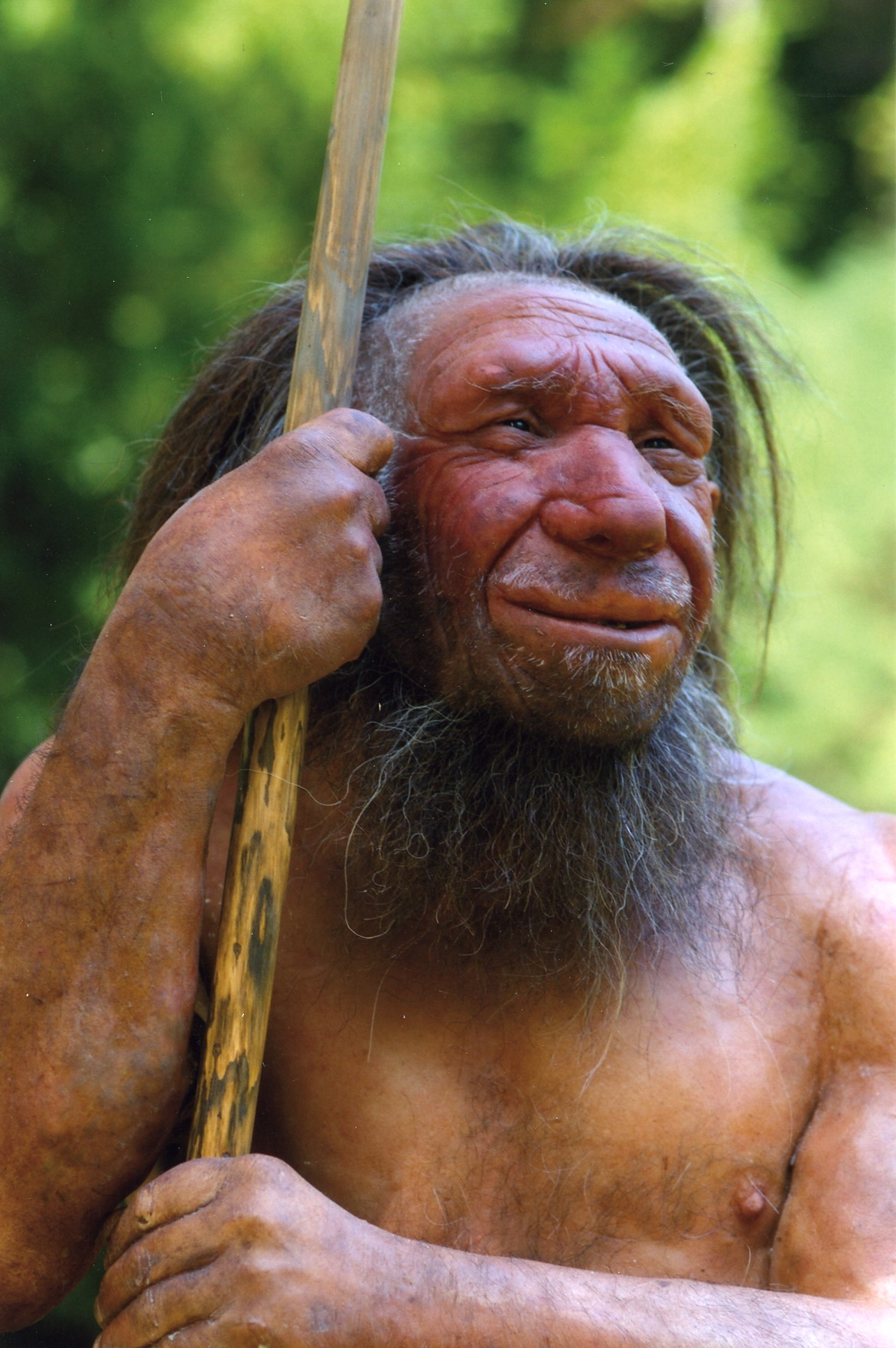
Rekonstruktion av en gammal neandertalman.

Redskapskulturen kännetecknas av bearbetade stenredskap som handyxor, tveeggade redskap och skrapor, huvudsakligen tillhörande Moustérienkulturen. Fynd av kastvapen som kastspjut och pilbågar saknas. Däremot har man hittat jaktspjut som använts som stötvapen. Dessa hade stenspetsar fästa med björksav som värmebehandlats för att bli ett starkt lim. Arkeologiska fynd har gjorts som visar att neandertalarna har tillverkat smycken och därför var kapabla till symboliskt tänkande.
João Zilhão, professor vid Universitetet i Lissabon, sa att neandertalarna hade förmågan att använda symboler och tänka abstrakt, baserat på grottor i Spanien.
Forskningsdata från flera olika utgrävningar pekar på att kannibalism förekom hos vissa grupper av neandertalare (liksom hos moderna Homo sapiens). Ben från Neandertalare har hittats som behandlats på samma sätt som djurben i samma grottor.
Det har gjorts fynd som tolkats som att neandertalarna ibland begravde sina anhöriga, men detta har på senare tid ifrågasatts. Majoriteten av forskarna är dock överens om att beläggen för begravningar är starka. Skelett begravda hela tyder på medvetna begravningar och det finns flera exempel: Kebara, La Chapelle-aux-Saints, La Ferrassie och Shanidar. Kropparna är hela och har varit skyddade mot rovdjur. I graven Amud 7 hittades i Israel en rödfärgad hjortkäke begravd tillsammans med ett 10 månader gammalt spädbarn. Barngravar är associerade med gravgåvor, artefakter och ben. En nyfödd i La Ferrassie hittades begraven med tre flintskrapor, och ett barn från Dederiyeh-grottan i Syrien med en triangulär flintspets på bröstet. Skelettet från Teshik-Tash 1 från Uzbekistan hade en cirkel av stenbockshorn, och en kalkstenshäll stödde huvudet. Fyndet har dock ifrågasatts på grund av bristfällig dokumentation. Invid ett begravt barn från Kiik-Koba på Krim hade ett flintspån med ristningar lagts. Dessa gravgåvor ger dock inte mycket information om neandertalarnas eventuella religiösa idéer.

## Språk
Både anatomiska och genetiska rön tyder på att neandertalarna hade åtminstone någon form av talat språk. Hur komplext deras språk var är dock omöjligt att säga säkert. Känt är att neandertalarna hade genen FOXP2, som har betydelse för språkutvecklingen, och särskilt den grammatiska förståelsen. Visserligen har de flesta däggdjur denna gen, men de moderna människorna har dessutom två mutationer i genens DNA-kod vilka båda är en förutsättning för utvecklad språkförmåga. Analyser av 40 000 år gamla neandertalarfossil visar att även neandertalare, åtminstone de undersökta individerna, hade dessa två mutationer. De hade också ett tungben som liknar den moderna människans, vilket stödjer hypotesen att de kunde tala.

## Neandertalarnas försvinnande
Neandertalarna försvann några tusen år efter att Homo sapiens dök upp i Europa. Det ligger nära till hands att se ett samband. Olika teorier om deras utdöende har diskuterats. Orsakerna till neandertalarnas utdöende är kontroversiella.  Det finns inga arkeologiska bevis för våldshandlingar mellan neandertalare och anatomiskt moderna människor, inte heller finns det några bevis för att neandertalare mycket snabbt fördrevs av anatomiskt moderna människor. Tvärtom visade Bard et al. (2020) att neandertalare och anatomiskt moderna människor samexisterade i Europa i 4000 år. Många hypoteser har lagts fram för att förklara neandertalarnas försvinnande. I en granskning som publicerades 2021 grupperades dessa hypoteser enligt följande orsaker:

### Förändringar i miljön
En del av dessa hypoteser har nyligen utmanats av forskning. År 2012 publicerade till exempel en grupp forskare en studie som visade att det gradvis kallare klimatet i Europa för 40 000 till 30 000 år sedan inte verkade ha haft någon betydande inverkan på utrotningen av neandertalare, eftersom den huvudsakliga nedisningen i Europa började för bara cirka 25 000 år sedan och nådde sitt maximum för 20 000 år sedan, när neandertalarna för länge sedan hade dött ut. Men enligt en studie från 2018, för 44 000 till 40 000 år sedan, fanns det många växlingar mellan uttalade kalla faser och mindre kalla interstadiala faser. Detta har upprepade gånger lett till regional avfolkning av neandertalare och därefter – möjligen – till en kolonisering av de avfolkade regionerna av Homo sapiens. 

### Biologisk reproduktionsförmåga
Man anser också att jakt tillsammans med tidiga "varghundar" medförde fördelar för Cro-Magnon-folket.  År 2014 fann dock den amerikanska arkeologen Paola Villa och hennes holländska kollega Wil Roebroeks inga arkeologiska fynd i hela litteraturen som bevisar Homo sapiens kulturella överlägsenhet över neandertalarna; istället misstänker de en gradvis numerär överlägsenhet hos Homo sapiens.  Modellberäkningar visar att gruppstorlek och befolkningstäthet kan påverka den kulturella komplexiteten.  Den tyske paleoantropologen Friedemann Schrenk antar också: "Den mest troliga teorin verkar vara neandertalaren som en reproduktiv svaghet. Så kallade flaskhalsar, det vill säga flaskhalsar i befolkningen, var inte ovanliga i mänsklighetens historia och kan därför också ha drabbat neandertalare.  En undersökning från 2021 av mer än 200 paleoantropologer visade att de allra flesta forskare idag anser att neandertalpopulationens biologiska nackdelar jämfört med anatomiskt moderna människor är den främsta orsaken till deras utrotning.  Jämförelsen av 17 367 proteinkodande gener från neandertalare från Spanien, Kroatien och södra Sibirien – det vill säga från vitt skilda regioner i Eurasien – avslöjade verkligen bevis på "anmärkningsvärt låg" genetisk mångfald.  DNA- och mtDNA-prover från 15 fossil från Chagyrskaya-grottan, som är mellan 59 000 och 51 000 år gamla, visade också extremt låg genetisk mångfald, enligt en analys som publicerades 2022.  En annan avgörande faktor för utdöendet kan ha varit att anatomiskt moderna människor blev könsmogna tidigare och fick fler avkommor. 
Det finns också arkeologiska bevis för att till exempel i regionen Akvitanien – ett område med den högsta tätheten av fynd från båda populationerna – ökade antalet individer av Homo sapiens tiofaldigt mellan 55 000 och 35 000 år sedan. Förmodligen kunde Homo sapiens överleva bättre än neandertalare i mer tätbefolkade områden på grund av dess kulturellt överförda beteenden.  Statistiska populationsmodeller visar att till och med några få procentuella skillnader i reproduktionstakt är tillräckligt för att leda till utrotning av den mindre gynnade befolkningen inom några tusen år. I en översiktsartikel från 2010, nämnde Katerina Harvati högre födelsetal, kortare intervall mellan två födslar och de resulterande större grupperna, samt andra scenarier som anses möjliga av enskilda forskare – i olika kombinationer: Till exempel kan anatomiskt moderna människor ha en lägre dödlighet, en högre dödlighet, en högre samt bättre kläder eller bättre skydd under de kalla perioderna. Olika vanor vid utbyte av varor beaktades också. 

### Ringa populationsstorlek
Orsaken till neandertalarnas försvinnande kan vara den interna demografiska dynamiken hos neandertalpopulationer: Man menar att även utan konkurrens från anatomiskt moderna människor var neandertalpopulationen för liten för att överleva på lång sikt. Den lilla storleken på de lokala grupperna och deras brist på kontakter och genetiskt utbyte med andra grupper gjorde neandertalarna mottagliga för inavel och ledde till inavelsdepression på grund av avsaknaden av en genetisk variation.
Liksom moderna människor härstammade neandertalare troligen från en mycket liten befolkning, med en effektiv fruktbar befolkning bestående kanske bara av 3 000 till 12 000 individer. Neandertalarnas mycket låga befolkningsstorlek bibehölls eventuellt, vilket gynnade skadliga gener som då inte kunde slås ut av ett naturligt urval. Olika studier av mtDNA har gett varierande effektiva befolkningar från 1 000 till 25 000 individer till för 52 000 år sedan innan befolkningen återigen minskade fram till utrotningen. 
Den totala neandertalbefolkningen kan ha bestått av upp till 70 000 individer enligt en osäker källa. För 50 000 år sedan kan arten varit nära att dö ut, men en liten grupp återkoloniserade sedan Europa med följden att arten fick en ytterst liten genetisk variation. Ett arbete menar att befolkningsstorleken hos neandertalare och moderna människan spelade en stor roll för inflödet av neandertalgener i moderna människor. Neandertalarnas lilla befolkning talar för att de delade ursprung med arten Denisova under längre tid vilket förklarar deras mer gemensamma genom.
Många är överens om att en liten befolkning, som kan ha varit mindre än en tiondel av den samtida moderna mänskliga befolkningen i västra Europa, möjligen var orsakad av att neandertalare hade lägre födelsetal. En konstant låg befolkning kan förklaras av den så kallade Boserups fälla: En befolknings storlek är begränsad av den mängd föda den kan få fram, vilket begränsas av den teknologi den använder. Innovationer ökar med befolkningens storlek, men om den är för låg, kommer inte innovationer att förverkligas särskilt snabbt och befolkningen kommer att förbli låg. Detta stämmer väl med 150 000 års stagnation i neandertalarnas teknologi med stenredskap.
I ett urval av 206 neandertalare, baserat på överskottet på yngre och vuxna i jämförelse med andra åldersgrupper så dog 80% av de över 20 år innan de fyllt 40 år. Denna höga mortalitet orsakades troligen av den hårda miljö de levde i. Man har trots detta ansett att deras ålderspyramid var densamma som samtida moderna människors. Barnadödligheten uppskattades vara mycket hög, upp till 43% i norra Europa och Asien.

### Den överlägsnaHomo sapiens- Den kulturella överlägsenheten
I Svenska Dagbladet skrevs 2006 "Det troliga är att dessa jaktvapen, som även kunde användas i strider med andra människogrupper, utvecklades i Afrika. När sedan de tidiga människorna spred sig till Asien och Europa förde de med sig tekniken. Om neandertalarnas försvinnande berodde på att de dödades av de bättre beväpnade människorna, eller om de helt enkelt utkonkurrerades när de hade att tävla med mycket effektivare jägare, är ett problem som forskarna ännu inte funnit något slutgiltigt svar på". Det var 2006 inte en modern vetenskaplig uppfattning utan snarare en som vetenskapen allt mera hade övergivet med början cirka 1990.
I konkurrens om begränsade resurser konkurrerades neandertalarna ut av moderna människor. Olika enskilda forskare betonade olika egenskaper hos den anatomiskt moderna människan som ledde till hennes överlägsenhet. Anatomiska morfologiskas egenskaper, kognitiva egenskaper, teknologi. social förhållanden eller försörjningsbaser det vill säga närmast ekonomisk faktorer.
Den äldre synen var att den moderna människan var överlägsen i planeringsförmåga och jaktteknik och att man har antingen
1. konkurrerat ut neandertalarna genom att ta över deras jaktmarker /habitat/
2. eller utrotat dem i direkt konfrontation genom sina överlägsna vapen.
3. neandertalarna har assimilerats av de i antal överlägsna moderna människorna.

### Kallare klimat - klimatteorin
Vetenskapliga skrifter efter år 2000 hänvisar till snabba klimatförsämringar som orsak till att neandertalbefolkningen i Europa minskade. Det var inte låga temperaturer utan snabba temperaturfall, kraftiga och långvariga stormar. Om neandertalarnas fysiologiska köldanpassning fungerade med högt näringsintag och bytesdjuren kraftigt minskade var det svårare att klara kylan. Barnadödligheten var hög och kan också ha påverkats. Naturkatastrofer med långvariga stormar i denna form av klimatförsämring kan ha orsakat svält och högre barnadödlighet. Små befolkningsgrupper överlevde isolerade från varandra, men till priset av genetisk drift och infertilitet via inavel. Tiden för 50 000–30 000 år sedan var temperaturminimum i norra Europa. Det finns inga fynd av neanderthalare i norra Europa. Neanderthalarna vistades söderut där vintertemperaturerna var klart högre. Även den moderna människan uppehöll sig i söder.

### Vulkanutbrott - naturkatastrofteorin
Vulkanutbrottet av Campi Flegrei är det största vulkanutbrott som ägt rum vid medelhavsområdet under de senaste 200 000 åren. Vulkanen är belägen vid sydvästra Neapel i Italien. Utbrottet ägde rum för cirka 37 000 år sedan. Campi Flegrei kastade ut cirka 200 km³ material. Ett område på cirka 30 000 km² påverkades vid östra Medelhavet och sydöstra Europa. Campi Flegreis utbrott fick katastrofala följder. Temperaturerna sjönk mycket och vegetationen påverkades och antalet bytesdjur minskade. Vulkanutbrottet påverkade neandertalarnas populationsstorlek.

### Den medicinska hypotesen
Den moderna människan förde med sig tropiska sjukdomar som neandertalarna inte var anpassade till. Ett exempel var Transmissible Spongiform Encephalopathies (TSE),(galna kosjukan/ Creutzfeldt - Jakob) samt andra sjukdomar tillhörande familjen Herpesviridae. Sjukdomen TSE kan ha spridits genom kannibalism (som neandertalarna troligen praktiserade).

### Assimilering
Sexuella kontakter mellan neandertalarna och moderna människor har ägt rum. Den tidigare diskussionen om "blandade" egenskaper hos fossil som korsningar av modern människa och neandertalare är nu föråldrad. Fynd visar att neandertalare kan ha lärt sig ny teknologi i form av redskapstillverkning av moderna Homo sapiens. I denna diskussion spelar Châtelperronienkulturen en stor roll. Klart är att neandertalarnas kultur förändrades under denna tid men oklart varför. Enligt en artikel i Science från maj 2010 (Neanderthal genome project) delade neandertalarna mer genvarianter med dagens människor i Europa och i västra delarna av Asien än med nutida människor från Afrika, vilket tyder på att neandertalare och moderna människor fått fertil avkomma tillsammans. En teori är att genflödet från neandertalarna till förfäderna till de europeiska och asiatiska folkgrupperna uppstod innan Homo sapiens spred sig vidare till övriga Europa och Asien. En annan teori är att genflödet från neandertalarna härstammar från Europa och sedan spred sig vidare till de västra delarna av Asien. Hos moderna människor som har sitt ursprung i Eurasien är det ända upp till omkring fyra procent av genomet som härstammar från neandertalarna 2010 ansågs det vara en risk att kontamination med modernt europeiskt DNA kan förklara de genetiska likheterna. Idag är det klart att det inte är moderna föroreningar utan att det finns betydande mängder genetiskt material från neandertalarna i dagens levande moderna människor. Det finns däremot inget som tyder på att assimilering av neandertalarna bidrog till deras försvinnande.
Vissa genetiska data från fossilt neandertal-mtDNA (mitokondriellt DNA) pekar på att neandertalare inte givit upphov till en obruten mor-dotter-linje till dagens européer. Mitokondriellt DNA från totalt åtta neandertalare har kunnat läsas av, och jämförts både med nutida människor, och med Homo sapiens samtida med neandertalarna, utan att man kunnat finna någon överlappning.
Ett andra flöde från neandertalare till modern människa förefaller ha gått över denisovamänniskan. Detta genetiska material finns främst hos melanesier, men tycks å andra sidan vara större än det tidigare upptaget.

## Fynd av neandertalare
Man har hittat tusentals lämningar av neandertalare (876 separata benbitar och tänder bara i Krapinagrottan). Det finns osteologiska fynd från uppskattningsvis 500 olika neandertalmänniskor, varav ett 20-tal nästintill kompletta skelett (Stringer & Andrews 2005: s.154). Deras uppskattade kroppslängd var mellan 155 och 179 cm (Palmer 2000 s. 65). Tidiga fynd gjordes i Tyskland, Belgien och på Gibraltar, men nuförtiden görs de flesta fynden i Spanien och Kroatien. De skelettdelar som arkeologerna gräver fram, fryses ner och skickas till laboratorium för DNA-analys. Den enda nordiska fyndplatsen Varggrottan på Bötombergen i Kristinestad, Österbotten, Finland har inga skelettfynd, så platsens status som neandertalboplats är därför ifrågasatt.

### Tyskland
- I Tyskland har flera fynd gjorts varav det mest berömda 1856 i Feldhofgrottan i Neandertal. Detta fynd gav arten dess namn och har benämningen Neanderthal 1. Ben från tre individer har upptäckts, inklusive en ung individ. Fyndens ålder har daterats till cirka 40  000 år. Nya fynd har gjorts på senare år. Källa : Schmitz et al. 2002[60]
- I Thüringen i Ehringsdorf i ett stenbrott hittades flera individer. Uppgifter om kvarlevor från fler än sju individer finns. Daterad ålder på fynden är omstridd från relativt låg ålder på 71 000 år till cirka 200 000 år. 1928 publicerade Franz Weidenreich Der Schädelfund von Weimar-Ehringsdorf,[61] där han beskrev Ehringsdorf H (eller Ehringsdorf 9) ett skalltak från en vuxen kvinna som han antog dött en våldsam död där skallbasen brutits bort för att komma åt hjärnan. Källa: Klein 1999 s. 375
- I Niedersachsen, Salzgitter Lebenstedt, hittades tre? individer med en datering till 54 000–58 000 vid en jaktplats med redskap av ben och mousterienkultur. Källa : Palmer sidan 142.

### England
- I Kents Cavern, en grotta i södra Devon, har en underkäke hittats som daterats till 37 000 års ålder. Det är dock tveksamt om fyndet verkligen är från neandertalare.[62]
- På Jersey i grottan La Cotte de St. Brelade har en slaktplats hittats. Den är daterad till över 127 000 års ålder, vilket innebär en tidig förekomst av Moustérienkultur.[63]

### Belgien
- I Belgien hittades redan 1829–1830 fynd i Engis[64] som inte blev erkända som neandertalfynd förrän 1936. Det är ett barns skalle med separat underkäke.
- 1886 hittades två neandertalfynd i grottan Jemeppe-sur-Sambre vid Spy. Efter en ny genomgång av fossilfynden från grottan i början av 2000-talet, upptäckte man en underkäke av en ung individ som man kallade Spy 6.[65] Fynden har en ung datering, de yngsta i nordvästra Europa.
- I Skladinagrottan i Meusedalen, Ardennerna, har fynd från två neandertalbarn hittats som enligt datering levt för 100 000 år sedan. En av deras tänder har genomgått DNA-analys och är en av de äldsta analyserade proverna av neandertalarnas DNA.[66]
- I grottan Trou de la Naulette, även denna i Meusedalen, upptäcktes en käke 1866 av den belgiske paleontologen Édouard Dupont. Fyndet var en fragmenterad tandlös underkäke och en ofullständig ulna (armbågsben). Fynden finns nu i Bryssels Naturhistoriska Museum.[67] Källa: Klein 1999 s. 371

### Gibraltar
- 1848 hittades i Forbes’ Quarry en skalle efter en vuxen individ som fått benämningen Gibraltar 1.(Klein 1999 s. 368)
- 1907 hittades grottan Gorham's Cave på Gibraltar med fynd från fyra olika bosättningar varav den äldsta från moustérienkultur. Grottan undersöktes 1951.
- 1926 hittade Dorothy Garrod en skalle från ett barn vid en plats som heter Devil's Tower, mycket nära Forbes Quarry.
- Vanguard cave nära Gorham´s cave är fyndplatsen för ytterligare ett neandertalbarn. Vanguard grottan grävdes ut första gången 1989. Grottan ligger bara några meter norr om Gorham's Cave.

### Frankrike
- Biache-Saint-Vaast ligger i Pas-de-Calais, Frankrike. Fyndplatsen upptäcktes 1976 under en räddningsgrävning. Platsen var en öppen boplats under en varmare tid. Vid utgrävningarna påträffades flera människofossil som alla härstammar från lager IIa, daterat till cirka 175 000 år till 250 000 år med olika metoder. Flora och fauna pekar mot en ålder på närmare 200 000 än 150 000 år. Biache-Saint-Vaast 1 består av fragment av parietalben, temporalben och nästan komplett occipitalben, en del av överkäken samt 11 tänder. Lämningarna har möjligen tillhört en yngre kvinna. Benen är typiska för tiden mellan sena Homo heidelbergensis och de första Homo neanderthalensis. De andra mänskliga benfragmenten Biache-Saint-Vaast 2 identifierades 1986 då faunabenen studerades. Olika delar av Biache-Saint-Vaast 2 kunde passas samman, och delen av pannbenet, näsbenet och nackbenet tillskrivs samma individ på grund av deras passande dimensioner och nära fyndplacering. Egenskaperna hos hjärnskålen hos rester av Biache-Saint-Vaast 2 är typiska för främst de tidiga och klassiska neandertalarna och de liknar Krapina 3, som är en av de tidiga neandertalarna. Biache-Saint-Vaast 2 kan vara en av de tidigaste företrädarna för neandertalarna som hittills upptäckts i Europa.[68]
- Jonzac, också känt som Chez Pinaud, är en kollapsad grotta i en liten floddal i sydvästra Frankrike. Platsen återupptäcktes på 1990-talet och grävdes ut Airvaux 2004. Isotopstudier över kol och kväveisotoper från kollagen från en neandertaltand och ben från olika arter i faunan från platsen visar att neandertalarna fick sitt protein från stora gräsätare som slidhornsdjur och hästar. Resultaten stämmer med tidigare resultat från Frankrike, Belgien och Kroatien. Resultaten behöver kompletteras med andra resultat från andra miljöer som kustbosättningar för att bekräfta bilden av neandertalarnas diet.[69]
- La Chaise de Vouton i Charente. Fynd av tänder från ett neandertalarbarn. Fyndet har daterats till cirka 100 000 år och har blivit material i en tandutvecklingsstudier. Två välbevarade molarer från La Chaise-de-Vouthon användes för att studera utvecklingen av tänder hos neandertalarna.[70]
- Saint-Césaire i Charente. Den ursprungliga undersökningen på platsen leddes av François Lévêque, från 1976 to 1987. Saint-Césaire ligger i sydvästra Frankrike. 1979 hittades lämningar av en ung vuxen manlig Neandertalare begravd i en mindre grop. Skelettet hittades vid räddningsgrävningar vid Roche-à-Pierrot rock shelter, nära byn Saint-Césaire. Fyndet har tilldragit sig stort intresse då det hittades tillsammans med fynd av Chatelperronienkultur. Det har lett till att vissa forskare anser att Chatelperronienkulturen var en neandertalkultur, medan andra menar att det är en felaktig tolkning av sammanblandade fynd av olika åldrar. Fyndet dateras till cirka 36000 års ålder. Den begravde individen dog av våld. Skelettet är krossat men relativt komplett och är en typisk europeisk neandertalare men med mindre tänder och mindre ögonbrynsbågar och käkar.[71][72]
- Arcy-sur-Cure/Grotte du Rene, Paris Sydost, fynd av mer än en individ 38000-33000 år gammal.  1995 återupptogs undersökningar av Grotte du Bison at Arcy-sur-Cure för grundligare studie av den flera tusen år långa bosättningen i denna grotta. Sju av de stratigrafiska skikten (D till J) i denna lilla grotta har gett fynd av mänskliga kvarlevor. De lägsta nivåerna (J till E) från Mousterian under mellanpaleolitikum och  den senaste nivån D tillhör Chatelperronian från senpaleolitikum. Grotte du Bison at Arcy-sur-Cure är daterad till 34 050 +-750 BP och 33 670 +- 450 BP. Ett flertal tänder har hittats i  Grotte du Bison och ett fragment av os temporale av typiskt neandertutseende upptäcktes i Chatelperronian-lagren i den intilliggande Grotte du Renne. Detta bekräftar liksom neandertalbegravningen i Chatelperronienlagren i St. Cesaire att neandertalarna verkligen var de som tillverkade redskapen  i Chatelperronian.[73]
- Grotte des Fées i Auvergne Châtelperron, ålder 43 000–39 000 (35 000) år, typfynd artefakter.
- I Le Chapelle aux Saints i region Limousin, Sydfrankrike, hittades 1908 ett helt skelett efter en förmodad begravning nu daterat till omkring 60 000 års ålder. Skelettet var associerat med Moustérienkultur. Skelettet var det första relativt kompletta skelettet av en neandertalare som forskare hade hittat. Skelettet hade bevarat skallen, käken, de flesta kotorna, flera revben, de flesta av de långa benen på hans armar och ben, plus några av de mindre benen på hans händer och fötter. Den välbevarade skallen visar den låga pannan, utskjutande mittansikte och kraftiga ögonbrynsbågar som är typiska för Homo neanderthalensis. Individen var gammal när han dog vilket visas av ben som hade återvuxit längs tandköttet där han hade förlorat flera tänder. Den ursprungliga rekonstruktionen av "Old Man of La Chapelle" av Pierre Marcellin Boule ledde till den stereotypa bilden av neandertalare som underutvecklade, brutala människor. År 1911 rekonstruerade Boule skelettet med en kraftigt böjd ryggrad som indikerar en nedböjd, nedsjunken hållning med böjda knän, framåtböjda höfter och framåtlutat huvud. Boule trodde att den lågt välvda pannan och de stora ögonbrynsbågarna indikerade en allmänt primitiv tidig människa och brist på intelligens. Senare fynd och undersökningar har visat att skelettet hamnar inom gränserna för den moderna människans variation. Den gamle mannen led av grovt deformerande artros, så hållningen i Boules rekonstruktion baserades delvis på individens sjukligt deformerade skelett.[74]
- Le Moustier är en viktig plats för paleoantropologin och arkeologin. Grottan ligger i Dordogne-regionen i sydvästra Frankrike och där gjordes viktiga fynd av neandertalare. På 1860-talet hittades i övre grottan vid Le Moustier en rik samling stenverktyg från den paleolitiska perioden. Det blev mousterienkulturens typboplats. Den nedre grottan grävdes ut i början av 1900-talet, och innehöll en lång sekvens av paleolitiska lager. Fynden av två unga, ännu inte vuxna neandertalindivider har gett paleoantropologer information om neandertalarnas biologi särskilt deras tillväxtmönster. Det första skelettet, upptäcktes 1908 och var lämningar av en tonårig individ. Den har beteckningen Moustier 1 och det mesta av skallen och flera av de stora långa benen var bevarade. Moustier 2, hittades 1914 och är ett i stort sett komplett skelettet av ett nyfött barn. Båda fynden är mellan 40 000 och 50 000 år gamla. Skeletten har haft olika historia efter upptäckten. Le Moustier 1 såldes till ett tyskt museum av en schweizisk antikvitetshandlare, och försvann efter andra världskriget och hittades sedan i material från St Petersburg på 1950-talet. Le Moustier 2 försvann strax efter utgrävningen 1914 men återidentifierades 2002 efter att ha hittats i ett Dordogne-museum.[75]
- 1909 La Ferrassie Dordogne, fynd av två vuxna och sex barn, gravplats. 70 000-38 000 år gamla.
- 1872 La Quina en vuxen och ett barn, knivmärken på ben
- Pech-del'Azé i Dordogne ett barn 45000–40000 år gammalt. Ockra (röd) och Manganoxid (svart)
- Abri Peyrony, Roc de Combe i Dordogne, fynd av en individ 45 000–40 000 år gammal.
- Grotte XVI i Dordogne, fynd av fem vuxna 42 000–38 000 år gamla
- Combe Grena i Dordogne, fynd av en individ 70 000–60 000 år gammal, stolphål, mammutbetar, eventuellt begravning.
- Combe Sauniere i Dordogne, 42000–38000 år gamla benfynd.
- Roc du Marsal i Dordogne, fynd av ett barn 34 000 år gammalt, eventuellt begravning.
- Regourdougrottan (vid Lascaux) i Dordogne, fynd av en individ 59 000–47 000 år gammal, eventuellt begravning.
- Brassempouy i Landes (Abri Dubalen). 37 000–30 000 år Ben och H. sapiens tand 32.
- Tautavelmänniskan hittades 1971 i byn Tautavel, 30 km från Perpignan, i Sydfrankrike. Ett cirka 450 000 år gammalt skelett från en ung man, med en hjärnvolym på cirka 1 150 kubikcentimeter, och cirka 75 kroppsdelar.[76]

### Spanien
- Cueva Antón är ett klippöverhäng med lämningar av moustérienkulturen och bemålade ostronskal liksom vid Cueva de los Aviones men platsen är dessutom viktig för en sen datering av säkra lämningar från moustérienkulturen som stärker argumentet att neandertalarten levde kvar längre på den iberiska halvön.
- Cueva de Ardales är en grotta i Malaga i Spanien med klippkonst varav de äldsta är målade av neandertalare för omkring        66 000 år sedan.[77]
- Atapuerca är en stor fyndplats  med flera olika delplatser och det är främst Sima de los Huesos som har anknytning till neandertalare och då som tidiga företrädare av en grupp preneandertalare, men om de ska klassificeras som Homo Heidelbergensis eller preneandertalare är oklart.
- Cueva de los Aviones är en grotta där musselskal med färgpigment hittades 2010. Dessa har daterats till en ålder av omkring 115 000 år och är de äldsta personliga prydnader som är kända i världen. Grottan var känd som bostad för neandertalare sedan tidigare och föremålen tillskrivs dessa baserat på åldersbestämningen. De är äldre än alla liknande föremål som är kända från den afrikanska kontinenten med marginal på mellan 20 000 och 40 000 år.
- Axlor är ett klippöverhäng i Baskien med lämningar från en neandertalbosättning. Platsens stratigrafi har gett goda möjligheter att studera neandertalarnas teknik att bearbeta sten, vilket gett resultatet att de använde olika tekniker för olika bergarter och att de förändrade sin teknik under tiden de bodde på platsen vilket motsäger att de hade en helt stagnerad teknik. De hämtade också råvaror från avlägsna platser upp till sex mil bort. Fossil av neandertalare på platsen består av ett hjässben och några tänder.
- Cueva Bajondillo
- La Draga, Bañolas
- El Calvero de la Higuera (Valle del Lozoya, Madrid)
- Cueva de la Carihuela
- Cueva de los Casares Casaresgrottan är en av de viktigaste grottplatserna på Iberiska halvön. Grottan har förutom lämningar av Homo sapiens, gett fynd av ett mellanhandsben från en neandertalare och stenverktyg från moustérienkulturen från mellanpaleolitikum.
- Cueva de El Castillo är grotta med en lång stratigrafi som täcker stora delar av förhistorien. Grottan är känd för sina målningar av hög ålder. Grottan är en del av världsarvet Altamira.
- Cueva Eirós Grottan i Galicien har lämningar efter neandertalare från mellanpaleolistisk tid och också tidiga spår av moderna människor för 38 000 år sedan.[78] Grottan har också senpaleolitiska ristningar av stort intresse.
- El Esquilleu
- Cueva del Humo är en grotta i ett arkeologiskt komplex (Los yacimientos arqueológicos de la Araña). Det har en av de största koncentrationerna av arkeologiska fynd från yngre pleistocen längs Andalusiens kust, där rester av pre-neandertalare, neandertalare, cromagnonmänniskan och grupper från yngre stenåldern (neolitikum) och kopparåldern (kalkolitikum) har hittats.
- Jarama VI
- Lezetxiki
- Cueva de Maltravieso En studie publicerad 2018 daterar handmålningarna till 66 700 B.P., vilket skulle betyda att upphovsmännen var neandertalare, för det finns inga bevis på att Homo sapiens förekom på den iberiska halvön vid den tiden.
- Cueva del Niño
- Sima de los Huesos
- Sima de las Palomas
- Cueva de Praileaitz
- Abric Romaní är en arkeologisk fyndplats med unika och viktiga fynd av neandertalare då avtryck av trämaterial har bevarats tack vare avgjutningar i travertin och det ger en insikt i hur trä bearbetades av neandertalarna vilket är unikt.
- Cueva de El Sidrón Grottan är en arkeologisk fyndplats med några klippmålningar och man har funnit fossilt material från neandertalare.
- Cuevas de Seriñá är en paleolitisk arkeologisk fyndplats, belägen i Seriñá. Bosättningen i grottorna upptäcktes i slutet av 1800-talet och ansågs då vara en plats för säsongsbetonade bosättningar och begravningar. De arkeologiska och paleontologiska fynden går tillbaka till för 200 000 år sedan, med ett fynd av en juvenil kindtand  i Mollet-grottan, som har tillskrivits arten Homo heidelbergensis, Fynd av Homo neanderthalensis  av en ålder av 90 000 till 39 000 år  i l'Arbrada-grottan. De yngsta fynden från de tre l'Arbrea-grottorna, Reclau Viver- och Pau-grottorna utgörs av moderna Homo sapiens sapiens med en ålder av fynden på 11 000 år.
- Cova de les Teixoneres
- Cuevas del Toll har lämnat spår av mousterien i grottan men inga betydande fynd från mellersta paleolitikum.
- Tossal de la Front
- Valdegoba
- Cueva del Boquete de Zafarraya en fyndplats på iberiska halvön med flera kvarlevor av neandertalare. De ursprungliga dateringarna tydde på att neandertalarna fortlevde i Andalusien, medan de i resten av Europa var utdöda och ersatta av människan.[79] Dateringarna till 33 700 B.P. är idag ifrågasatta och nya dateringstekniker daterar benen till 46 600 BP. Det finns en betydande osäkerhet om sena dateringar av neandertalare på iberiska halvön.[80]
- Cueva de Zájara I

### Italien
- I Verona vid Monti Lessini har ett fynd av en individ gjorts, som lämnat mtDNA prov.[81] Genetiskt hade denna individ mera likheter med moderna människor än andra prover som var yngre. Ålder på fyndet 50 000 år, fynden tillhör moustérienkulturen.
- Fynd av lämningar i Verona Grotta di Fumane daterade till för 41 000–37 000 år sedan.[82] Grottan var bebodd under Moustérien och senare med kulturen Uluzzien som möjligen också var en neandertalkultur. Inga fossil av människor påträffades.
- Fynd vid Grotta del Cavallo, i Apulien. 1964 hittades två tänder och dentaliumpärlor från den arkeologiska kulturen Uluzzien.[83] 2011 genomfördes nya tester på tänderna och de identifierades som mänskliga istället för neandertalare.[84]
- 1939 hittades vid berget Monte Circeo i grottan Guattari, en neandertalare troligen begravd, 60 000–43 000 år gammalt fynd.[85] Alberto Carlo Blanc en italiensk paleontolog hittade 1939 skallen av en man i Guattari Cave. Forskare anser att skallen är ett prov på så kallad rituell kanibalism.[86] 2021 hittades lämningar av ytterligare nio individer i Guattari Cave vilket gör grottan till en av viktigaste fyndorterna för neandertalare.[87]
- 1929 och 1935 vid Saccopastore i Lazio, hittades skallar av två individer, en mogen kvinna och en yngre man, daterade först till 130–100 000 år gamla. En senare datering har gett betydligt högre ålder 250 000 år.[88][89] Skallarna hittades vid Aniene floden. Vid tiden då individerna levde rådde ett milt klimat[90]

### Österrike
- I Donaudalen vid Willendorf på en öppen boplats 42 000 år gammal har hittas spår av neandertalare med chatelperronienkultur. Senare är samma plats boplats för Homo sapiens.

### Tjeckien
- I grottan Ku˚na i Mähren har det gjorts ett fynd av en käke med dateringar till för 47 000 till 38 000 år sedan.[91] Grottan har en stratigrafi med många lager. Neandertalfyndet hittades i lager 7a enligt enligt Jelı´nek, 1980. Detta motsvarar en varmare period under senare istiden. De undre lagret 11 är från mellanistidens maximum med den arkeologiska Taubachienkulturen i detta lager. I alla lager över detta är Micoquienkulturen dominerande med lager 7a som det viktigaste lagret. Försök att datera detta har prioriterats. Micoquian har inte Levalloisteknik utan mera tvåsidigt bearbetade föremål jämfört med Mousterien. Både amino-acid racemisation and ESR datering av lager 7a gav dateringar runt 50 000 år. Detta överensstämmer med tidigare okalibrerat C-14 värde på 46 000 B.P.[92]
- Stránská skála i Mähren är typboplats för kulturen Bohunicien som har daterats till 41 000–39 000/33 000 års ålder.[91]
- Sydöstra Tjeckien i grottan Šipka med fynd av ett barn, fyndet saknar datering annat än att det omgavs av Moustérienkultur. Grottan grävdes under sent 1800-tal och en Mousterienkultur dokumenterades i två eller tre stratigrafiska horisonter tillsammans med en fauna som troligen härrör från den tempererade klimatperioden i tidig glacial tid mest troligt OIS 5a–c. I detta sammanhang hittades ett mindre fragment av ett barns underkäke 1886. Stenteknologin är typiska Mousterien, rik på sidskrapor, med vissa drag av Levalloisteknik men mycket få tvåsidigt (bifacials) bearbetade föremål. Grottan grävdes i sin helhet och moderna revisioner är inte möjliga.
- Švédůvstůl, Mähren karst. Under tidigt 1900-tal gjorde Bohuslav Klím[93] utgrävningar vid Švédůvstůl-grottan i södra delen av Mährens karst. Han upptäckte en inkomplett underkäke i grottan, men tyvärr saknades stratigrafisk information och käken har ingen datering. Švédůvstůl är en kort genomgångsgrotta belägen nära Ochoz-grottan i floddalen. Förutom neandertalare som levde där för omkring 100 000 år sedan, har grottan senare varit bebodd under neolitisk tid. Senare undersökningar visade att interglacial och tidiga glaciala sediment i grottan formades av ett komplex med lera och jordsediment. Ett inslag av moustérienkultur hittades i den övre delen av lagerföljden.[94]

### Slovakien
- Sala är en fyndplats förr två kraniefragment Sala 1 upptäckt 1969 och en annan individ Sala 2 upptäcktes nyligen. De båda fragmenten hittades på olika lokaler i Vah flodens avsättningar, oturligt nog i sekundära positioner, omlagrade och odaterbara.[94]
- I södra Tatrabergen i grottan Gánovce, hittades fossil av en individ. Först hittades ett mänskligt endocranium med några få associerade kranieben. En systematisk utgrävning hittade en mindre mängd Taubachien artefakter i olika stratigrafiska lager. Tre prov av travertin daterades med Th/U metoden till 130 000 105 000, och 84 000 år, alttså pekar dateringen mot OIS 5e. Liknande Taubachien lokaler i Slovakien, Ungern och Tjeckien, nästan alltid nära travertin källor, har gett ett jämförmaterial av stenredskap till exempel Ondrej-Horka, Tata, Predmost II.

### Ungern
- Grottan Istalloskö i Bükkbergen. Grottan undersöktes först av Pál Roskó 1911. Det är plats med rika fynd av en ålder mellan 30 000-40 000 år inkluderande grottbjörn och bison, sten och benverktyg och en paleolitisk härd som nu är utställd på ungerska nationalmuseet. Platsen utgrävdes sedan av Ottokár Kadić 1929 och Mária Mottl 1938. Nya planerade och detaljerade utgrävningar startade 1947 och leddes av László Vértes. På grundval av stratigrafi och djurfossil som använts som periodindikatorer har grottans historia kunnat studeras och åldern på de tre kulturlagren har kunnat fastställas och de människor som har bott på platsen har kunnat bestämmas. Grottan blev skyddad 1982. De senaste utgrävningarna startade 2000 och leddes av Árpád Ringer. Grottans vikt inom forskningen är bland annat de 66 olika istidsdjur som hittats i grottan. Grottan har den rikaste faunan för Aurignacien bosättningar i Europa På senare år har tre nya däggdjursarter och 20 nya fågelarter beskrivits baserat på platsens mikrofauna. Grottan avlagringar är daterade till 47 000-38 000 års ålder.
- Suba lyuk är en grotta i Bükkbergen i östra Ungern med fynd en vuxen och ett barn 70 000–60 000 år gamla. Individerna har bestämts att vara en neandertalkvinna och ett treårigt barn. Grottan är V-formad och upptäcktes och utgrävdes på 1930-talet. Grottan var bebodd av neandertalare under olika tider. Under 1900 bodde en laglös person som hette Lukacs Suba som troligen gett namn åt grottan. Neandertalfossilen består av en underkäke och en skalle och en del av ryggraden av en 25–30-årig kvinna som dog på platsen.

- Grottan Szeleta har gett typfynden för kulturen Szeletien med en beräknad ålder av 45 000–40 000 år. Ottó Herman började utgrävningarna i grottan 1906. Dessa fortsattes sedan 1906 till 1913 av Ottocar Kadić som publicerade resultaten i Ergebnisse der Erforschung der Szeletahöhle.1916. Man hittade vid utgrävningen stenverktyg från istiden. Bland dessa de välkända tvåsidigt huggna spjutspetsarna. Szeleta grottan var Ungerns första grottgrävning. Kulturen har blandade drag från mousterien och övre paleolitiska kulturer. Inga fynd av mänskliga fossil har gjorts på platsen.
- I Donaubäckenet ligger den öppna boplatsen Tata daterad till 100 000 till 36 000 år. Platsen har alltså använts under mycket lång tid. Platsen har gett fynd av fossila nummuliter, och ockraspår i Moustérienlager. Källa Davies et al. 2008.[91]

### Bulgarien
- I norra Balkanbergen i grottan Batjo Kiro har gjorts fynd som gett namnet åt kulturen Bachokirien. Fynden har daterats till att vara 44 000–38 000 år gamla. Fynd av benhängen har särskilt uppmärksammats, Langley et al. 2008.[95]

### Rumänien
- Cioarei-Borosteni är en grotta i Karpaterna daterad till cirka 49 000 B.P. Användningen av stalagmitfragment som ockrabehållare är unikt för denna plats och har inte hittats på någon annan mellanpaleolitisk boplats känd i Europa. Grottans lämningar var i övrigt Moustérienkultur.[96]

### Moldavien
- I resterna av ett kalkstensområde, bildat som ett fossilt kalkrev i havet, i nordvästra Moldavien finns ett skyddat naturområde. I detta ligger grottan Butesti där det har gjorts fynd av spetsar av ben med en ålder av 45 000 år.[97]Fynden är några av de fynd som visar att förmoderna människor använde ben och elfenben till spetsar.

### Ukraina
- Kiik-Kobagrottan på Krim har gett fynd av neandertalare, en vuxen och ett barn. Fynden tolkas som begravningar. Dessa två fynd hittades 1924.
- Starosale på Krim har gett fynd av 1 barn men fyndet är ifrågasatt. Platsen har fynd från moustérienkulturen. (Klein 1999 s.486)

### Slovenien
- I Divje Babe, en grotta väster om Ljubljana, gjordes ett fynd av en 40 000 år gammal benflöjt, bearbetad av grottbjörnsben, som har tolkats som ett musikinstrument tillverkat av neandertalare.

### Kroatien
- 1899 hittades i grottan Krapina norr om Zagreb, ett flertal fynd av många individer bland annat 150 tänder. Platsen har tolkats som gravplats. Fynden av neandertalfossil är flera hundra, troligen från minst ett dussin olika individer. Platsen har lett till en diskussion om kannibalism. Krapinagrottan har i lager 3–8 gett fynd av mer än 850 skelettdelar av åtskilliga neadertalindivider främst fragment av kraniet, käken och tänderna men även postkraniala delar. ESR och Urandateringar har gett resultat mellan 178 000 och 120 000 år med medelvärde på 130 000 år, till senaste interglacialens varmaste tid OIS 5e (Rink et al., 1995). Stenteknologi är en variant av mousterien med några få exempel på tvåsidig retusch i lager 4.[92]
- Veternica är en grotta norr om Zagreb. Äldsta fynd av människor (neandertalare) tillhör kulturen moustérien; Fynden daterades först till en ålder av 43 200 år, men tros de vara mellan 50 000 och 100 000 år gamla. Veternica har sedan 1979 skyddats som ett geomorfologiskt naturmonument. där det har gjorts fynd av 47 000–38 000 år gamla fossil. Grottan är 7 128 m lång; de första 380 m av grottan är öppen för besökare. Grottan är fjärde längsta grottan i Kroatien.
- I Vindija en grottan hittades 9 olika individer uppskattningsvis av 44 000 års ålder, mätt via en direkt AMS mätning på fossilen. De tidigare dateringarna för en ålder av bara 28 000 har visat sig vara felaktiga på grund av föroreningar med recent kol. Rena prov har använts till DNA tester inom Neandertalgenomprojektet. Grottan beskrivs på engelska Wikipedia.

### Grekland
- Klissouragrottan (nr 1) på Peloponessos har en lång lagerserie från mellanpaleolitisk, senpaleolitisk och mesolitiska tid. Lagren har tre större luckor mellan vissa av lagren. Kulturen i lagret V liknar Uluzzien från södra Italien. Åldern är osäker men är säkert över 39 000 år BP. Grottan utnyttjades sedan intensivt under Aurignacien då lager IV och III e-g bildades. Karakteristiska för Uluzzien är bågformade böjda ryggade spån.[98]
- I grottan Lakonis på Peloponnesos som ligger 3 km öster staden Gytheion på östra kusten av halvön Mani har man gjort undersökningar sedan 1999. Grottan ligger i ett kalkområde med en bevarad grotta och flera sammanstörtade, betecknade med nr 1 till 5. I grottan har gjorts ett fynd av en mänsklig tand tand, beteckning LKH 1, som har bestämt vara från en neandertalare. Fyndet har en ungefärlig ålder av 40 000 år.[99]

### Ryssland
- Mezmaiskaya är en förhistorisk grottboplats. Grottan har utsikt över den högra stranden av Sukhoi Kurdzhips en biflöde till Kurdzhipsfloden i ryska republiken Adygea, som ligger vid foten av norra Kaukasus i Kaukasusbergen. I Mezmaiskayagrottan i Kaukasus har gjorts flera fynd av neandertalare, bland annat en nyfödd individ. Prover från dessa individer tog till neandertal genome project. De första utgrävningarna i Mezmaiskaya-grottan hittade Mousterianartefakter från den senaste istiden.. De mellanpaleolitiska paleolitiska lagren i Mezmaiskaya indelas stratigrafiskt i 7 lager, som omfattar tiden från ungefär 70 000 till 40 000 B.P. Första neandertalare döpt till Mezmaiskaya 1, hittades 1993 och är ett nästan komplett skelett i välbevarat tillstånd på grund av kalcit som täckte och skyddade skelettet. Det bedömdes vara ett spädbarn, ungefär två veckor gammalt, vilket gjorde det till den yngsta neandertalaren som någonsin har hittats. Ingen gravgrop hittades, men omständigheterna tyder på att kroppen begravdes avsiktligt, vilket förklarar det goda tillståndet för bevarande. Mesmaikaya 1 hittades i lager 3, det äldsta av de sena mellanpaleolitiska lagren på platsen. Mezmaiskaya 1 daterades med indirekt metod till 60 000-70 000 års ålder. Man fann också 24 skallfragment av ett 1- till 2-årigt neandertalbarn - Mezmaiskaya 2 - året efter 1994. En tand klassificerades som Mezmaiskaya 3. Mezmaiskaya 2 hittades i lager 2, det yngsta av de mellanpaleolitiska lagren och daterades med direkt metod till cirka 44 600-42 960 BP. DNA-analys avslöjar att Mesmaiskaya 2 var en manlig individ. Enligt nyare dateringar överledvde neandertalrna på platsen längre än till cirka 39 000 år B.P.-kalibrerat värde.[100]
- Okladnikov i Altaibergen är en grotta som ligger cirka 50 km norr om Denisovagrottan och är ett komplex av sammankopplade håligheter. 68 fossila benfragment av människor upptäcktes i grottan, majoriteten var vuxna. Fossilen inkluderar fem tänder och nio kraniefragment. Dessa representerar troligen minst fyra olika individer. Det var i början en diskussion om resterna var neandertalare eller människor av Homo erectus. Fyndens fragmentariska status gjorde dem svårare att klassificera, och morfologiska jämförelser med neandertalare gav inga övertygande resultat. Denna fråga löstes genom framgångsrik DNA-testning på några av de fossila resterna. En av orsakerna till diskussionen var att denna platsen är belägen 200 mil öster om neandertalarnas tidigare kända område. Tänderna är daterade till 44 000–30 000 års ålder, benen till 38 000–30 000 års älder.[101]
- Denisovagrottan har gett fynd av neandertalare och av en hybrid med Denisovamänniskan. Neandertalarna kommer från äldre lager i grottan, tidsperioden för 140 000–80 000 år sedan.

### Uzbekistan
- I Teshik Tash vid Samarkand upptäcktes 1938 av A. P. Okladnikov. Kvarlevorna hittades i en grund grop och var associerade med fem par horn av sibirisk Ibex (Capra Siberica). Genom analys av tänderna bestämdes skallen till av vara av ett barn 8 till 11 år gammalt. Hornen hittades runt gravens omkrets och omgav lämningarna av kraniet. Detta har tolkats av flera forskare som att barnet blev rituellt begravet. Bristen på adekvat publicerat material från utgrävningen och den stora mängden av ibex horn (761 stycken) hittade på platsen har lett till att detta har ifrågasatts. Paul Mellars ifrågasatte tolkningen av ritual menade att benen inte var avsiktligt placerade där medan Gargett inte tror att det är en begravning ens. Barnet har en daterad ålder på cirka 70 000 år, Platsen hade fem olika lager med Mousterien artefakter. Fyndet är inte daterat och stratigrafisk datering ger inte mycket information.
- I Obi-Rahmat vid Tasjkent hittades en grotta 1962. Inledande undersökningar utfördes av M. M. Gerasimov och H. K. Nasretdinov och sedan från 1964 till 1965 av R. H. Suleimanov. Ett internationellt team återupptog undersökningarna 1998 under ledning av Anatoly Derevyanko, Andrei Krivoshapkin och Patrick Wrinn.[102] Stenteknologin på platsen verkar vara av en övergångsfas från mellan till övre paleolitikum. Dateringarna är osäkra utom för lager 9 som är cirka 42 000 år enligt C-14 datering. Det understa lagret i grottan verka var nära 100 000 år gammalt. 2003 hittades hominidlämningar i lager 16. De bestod av 6 permanenta tänder och 121 kraniefragment från en ung individ.[103]
- I grottan Anghilak sydväst om Samarkand hittades en obestämbart litet höger metatarsalben (mellanfotsben) nr 5 med beteckningen AH-1. Benet är troligen från en vuxen individ med en osäker datering till 90 000–60 000 år.

### Georgien
Gerogien verkar ha många fyndplatser av moustérienboplatser och också flera fynd av humana kvarlevor från mellanpaleolitikum.Under övre paleolitikum verkar området ha befolkats snabbt av moderna människor som ersatte den äldre neandertalpopulationen.
Ortvale Klde är beläget i västra Georgiren i Imeretien i Cherula flodens dal, 530 m ö.h. och 35 meter över dalens botten. Det är en karstgrotta som består av två kamrar med öppning mot öster, Tushabramishvili undersökte först platsen 1973–1992 och grävde ut cirka 40 kvadratmeter i södra kammaren. Ett fynd av en neandertaltand hittades i lager 5 i grottan.
Senare utgrävningar vid klippöverhänget Ortvale Klde visade en lagerserie från sen mousterien till tidig övre paleolitikum. Brottet mellan de två kulturerna  dateras till cirka 36–34 Ka BP vilket är sen datering av neandertalare. Resultat  påminner om grottan Mezmaiskaya på nordsluttningarna av Kaukasus. Micoquian med bladspetsar dominerar neandertalkulturen i norr och Mousterienkultur rik på skrapor dominer på södra sluttningen. Kaukasus bergskedja var en kulturell gräns under mellanpaleolitikum. Den övre paleolitiska kulturen  med blad som retuscherats kombinerade men ben- och hornredskap, visar att moderna människor sedan snabbt expanderade över området. Den klassiska Aurignacian-kulturen finns inte i detta område och troligen uppstod iden först längre västerut i Europa. Moderna metoder för utgrävning  på platsen hittade inga bevis för en kulturell övergång mellan slutet av mellanpaleolitikum och tidig övre paleolitikum. Tjocka lager från mellanpaleolitikum täcktes av en tunn lager av bosättning av moderna människor. Lagren var klart åtskilda.

### Israel
- Vid Genesarets sjö ligger grottan Amud, som har gett fynd av många hominidfynd. Amud grottan med utblick mot Wādi el ʿAmud norr om Genesarets sjö. Grottan undersöktes av University of Tokyo expedition 1961 och 1964 som hittade neandertal skelett från tiden för 50 000 till 70 000 år sedan. Ett fynd Amud 1 var en vuxen manlig individ cirka 25 år gammal, samt ett fragment av en annan vuxen käke och skallfragment från två barn. Amud har en hjärnskålsvolym på 1 740 cm³ vilket är större än den moderna månniskans hjärnskålsvolym. Fastän benen är inkompletta uppskattas längden för Amud 1 till 172–177 cm. 1991 började en Israelisk and amerikansk expedition nya utgrävning. 1992 hittades ett partiellt skelett av en 8 till 10 månaders neandertalbaby, Amud 7 på vars bäcken hade lagt en käke av en hjort. Andra hominid fynd har hittats i närområdet vid Emireh, Shovakh, och Zuttiyeh grottorna. Vid Amud har hittats fynd av 16 individer med en daterad ålder på cirka 45 000 år. Vissa fynd är troliga begravningar.

- I Grottan Kebara i Mount Carmel har hittats ett barn och en man daterade till cirka 60 000 ärs ålder. Troligen en begravning, nästan ett komplett skelett utan skalle och lårben. Tungben återfunnet vilket är det enda tungben som har hittats av en neandetalare.[106]
- I grottan Tabun nära Mount Carmel har hittats ett när komplett kvinnligt skellet Tabun C1 och en underkäke Tabun C2. Hur dessa fynd ska klassificeras diskuteras fortfarande. De uppskattade åldern är hög cirka 110 000–150 000. Tabun 1 är en trolig begravning. Grottan har moustérienkultur.
- I Galiléen i Zuttiyehgrottan har ett fynd av en individ som daterats ha levt för över 100 000 år sedan. Grottan heter egentligen Mugharet el-Zuttiyeh Den ligger bara 800 från Nahal Amuds mynning i sjön, 30 m över wadibädden. I grottan hittades ett fossil kallat The Palestinian Man. Detta hittades 1925 och var det förstaäldre hominidfyndet i Västasien. Tillsammans med fynden från Es Skhul och Wadi el-Mughara grottorna klassificerades det 1939 som Palaeoanthropus palestinensis av bland annat Arthur Keith. Idag är det klassificerat som Homo heidelbergensis.

### Syrien
- 1993 hittades i Dederiyehgrottan i nordvästra Syrien vid gränsen mot Turkiet ett välbevarat skelett med över 200 delar bevarade, efter ett barn. Fynd av ytterligare ett barn cirka 2 år gammalt vid döden, daterade till cirka 60 000 års ålder, troliga begravningar.

### Irak
- I Shanidar, en grotta i Irakiska Kurdistan har fynd av nio vuxna och barn i med daterad ålder på fynden av 60 000–46 000 år. En del är troliga begravningar. En viktig fyndplats där stöd för att neandertalare begravde sina döda stärktes av forskningen. Ännu viktigare är att fynden visar att man tog hand om sina skadade och handikappade individer. Ett skelett Shanidar 1 hade spår av sådana skador att individen inte kunnat överleva utan andras stöd och hjälp.[107]

### Lagar Velho, Portugal
- 1999 hittades i Lagar Velho i Portugal, ett skelett av en fyraårig pojke. Pojken hade vissa drag i skelettet som av upptäckarna tolkades som tecken på att han var en hybrid mellan neandertalare och Homo sapiens.[108] Andra forskare tolkar det dock annorlunda.[109] Dateringen av fyndet till 24 000 år B.P. talade emot hybridhypotesen. Oavsett vilket vet vi idag genom genetiska undersökningar att neandertalare och moderna människan fick gemensamma avkomlingar som åtminstone i vissa fall var fertila.

## Stavning
Neandert(h)alare kan stavas både med och utan ”h” i mitten. Det vetenskapliga namnet Homo neanderthalensis stavas dock alltid med ”h”. Neandertal, dalen i Tyskland där den första hittades, stavades med ”h” när arten beskrevs 1864, men detta ”h” försvann i en senare tysk stavningsreform (1901). Det är inte självklart om populärnamnet ska följa dalens stavning eller artepitetets stavning, och båda stavningarna är i allmänt bruk. Stavningen utan ”h” är dock vanligare på svenska.